# Sunfighter
Sunfighter è un album in studio di Paul Kantner e Grace Slick pubblicato nel 1971.

## Storia
Il disco è uscito poche settimane dopo la diffusione di Bark, sesto album in studio dei Jefferson Airplane uscito nel settembre 1971.
Sulla copertina appare una bambina, China Wing Kantner, figlia dei due artisti, nata nel gennaio 1971. Inoltre a lei è dedicato anche il brano China.
Alla realizzazione dell'album hanno preso parte diversi artisti della scena rock della San Francisco Bay Area dell'epoca, tra cui membri dei Grateful Dead, Crosby, Stills, and Nash e Tower of Power.

## Tracce
Side 1
1. Silver Spoon – 5:40 (Grace Slick)
2. Diana – 0:52 (Paul Kantner, Slick)
3. Sunfighter – 3:50 (Kantner)
4. Titanic – 2:25 (Phill Sawyer)
5. Look at the Wood – 2:08 (Slick, Kantner)
6. When I Was a Boy I Watched the Wolves – 4:59 (Kantner, Slick)

Side 2
1. Million – 4:02 (Kantner)
2. China – 3:17 (Slick)
3. Earth Mother – 3:16 (Jack Traylor)
4. Diana 2 – 1:01 (Kantner, Slick)
5. Universal Copernican Mumbles – 2:03 (Pat Gleeson, John Vierra, Kantner)
6. Holding Together – 7:40 (Slick, Kantner)